# Ernest Mabouka
Ernest Olivier Bienvenu Mabouka Massoussi (Douala, 16 juni 1988) is een Kameroens voormalig voetballer die doorgaans speelde als rechtsback. Hij was actief voor Les Astres, MŠK Žilina, Maccabi Haifa en Hapoel Nof HaGalil. Mabouka maakte in 2017 zijn debuut in het Kameroens voetbalelftal en kwam uiteindelijk tot zeven interlandoptredens.

## Clubcarrière
Mabouka startte zijn carrière bij Les Astres in zijn geboorteland Kameroen. In 2010 maakte hij de overstap naar MŠK Žilina. Voor die club maakte hij op 26 februari 2011 zijn competitiedebuut, toen op bezoek bij Tatran Prešov met 2–0 verloren werd. Hij mocht in de basis beginnen en speelde het gehele duel mee. Het eerste doelpunt van Mabouka volgde op 4 augustus 2013. Tegen Dukla Banská Bystrica moest de verdediger op de bank beginnen, maar in de zevenenzestigste minuut mocht hij invallen. Tien minuten later zette hij Žilina op een 2–3 voorsprong. Uiteindelijk zou het nog 3–3 worden. In het seizoen 2011/12 kroonde Žilina zich tot landskampioen en bekerwinnaar. De landstitel werd ook in de jaargang 2016/17 binnengehaald. Na dit seizoen maakte de vleugelverdediger de overstap naar Maccabi Haifa. Na vier seizoenen vertrok Mabouka weer bij deze club. Hierop zat hij een half seizoen zonder werkgever, alvorens Hapoel Nof HaGalil hem aantrok, voor een halfjaar. In de zomer van 2022 besloot Mabouka op vierendertigjarige leeftijd een punt achter zijn actieve loopbaan te zetten.

## Clubstatistieken
| Seizoen | Club               | Competitie   | Competitie | Competitie | Beker | Beker | Internationaal | Internationaal | Totaal | Totaal |
| Seizoen | Club               | Competitie   | Wed.       | Dlp.       | Wed.  | Dlp.  | Wed.           | Dlp.           | Wed.   | Dlp.   |
| ------- | ------------------ | ------------ | ---------- | ---------- | ----- | ----- | -------------- | -------------- | ------ | ------ |
| 2010/11 | MŠK Žilina         | Fortuna Liga | 10         | 0          | 4     | 0     | —              | —              | 14     | 0      |
| 2011/12 | MŠK Žilina         | Fortuna Liga | 27         | 0          | 6     | 0     | 0              | 0              | 33     | 0      |
| 2012/13 | MŠK Žilina         | Fortuna Liga | 22         | 0          | 4     | 0     | 2              | 0              | 28     | 0      |
| 2013/14 | MŠK Žilina         | Fortuna Liga | 31         | 2          | 3     | 0     | 6              | 0              | 40     | 2      |
| 2014/15 | MŠK Žilina         | Fortuna Liga | 30         | 0          | 2     | 0     | —              | —              | 32     | 0      |
| 2015/16 | MŠK Žilina         | Fortuna Liga | 19         | 2          | 4     | 1     | 7              | 0              | 30     | 3      |
| 2016/17 | MŠK Žilina         | Fortuna Liga | 29         | 0          | 3     | 0     | —              | —              | 32     | 0      |
| 2017/18 | Maccabi Haifa      | Ligat Ha'Al  | 26         | 0          | 8     | 0     | —              | —              | 34     | 0      |
| 2018/19 | Maccabi Haifa      | Ligat Ha'Al  | 34         | 0          | 7     | 0     | —              | —              | 41     | 0      |
| 2019/20 | Maccabi Haifa      | Ligat Ha'Al  | 34         | 1          | 3     | 0     | 3              | 0              | 40     | 1      |
| 2020/21 | Maccabi Haifa      | Ligat Ha'Al  | 18         | 0          | 6     | 0     | 4              | 0              | 28     | 0      |
| 2021/22 | Hapoel Nof HaGalil | Ligat Ha'Al  | 6          | 0          | 0     | 0     | —              | —              | 6      | 0      |
| Totaal  | Totaal             | Totaal       | 286        | 4          | 50    | 1     | 22             | 0              | 358    | 5      |

## Interlandcarrière
Mabouka maakte zijn debuut in het Kameroens voetbalelftal op 5 januari 2017, toen hij onder bondscoach Hugo Broos mocht meespelen in de oefeninterland tegen Congo-Kinshasa (2–0). De doelpunten kwamen van Ambroise Oyongo en Christian Bassogog. Mabouka mocht in de basis beginnen en in de drieënzestigste minuut werd hij gewisseld ten faveure van Collins Fai. Broos riep Mabouka dat jaar op voor het Afrikaans kampioenschap in Gabon. Dit toernooi wist Kameroen te winnen en de verdediger kwam in één duel in actie. Later dat jaar riep de Belg hem ook op voor de Confederations Cup in Rusland, waar in de groepsfase werd verloren van regerend wereldkampioen Duitsland, regerend Zuid-Amerikaans kampioen Chili en werd gelijkgespeeld tegen de kampioen van Azië, Australië.
| Interlands van Ernest Mabouka voor Kameroen | Interlands van Ernest Mabouka voor Kameroen | Interlands van Ernest Mabouka voor Kameroen | Interlands van Ernest Mabouka voor Kameroen | Interlands van Ernest Mabouka voor Kameroen | Interlands van Ernest Mabouka voor Kameroen | Interlands van Ernest Mabouka voor Kameroen |
| №                                           | Datum                                       | Wedstrijd                                   | Uitslag                                     | Competitie                                  | Goals                                       |                                             |
| Als speler bij MŠK Žilina                   | Als speler bij MŠK Žilina                   | Als speler bij MŠK Žilina                   | Als speler bij MŠK Žilina                   | Als speler bij MŠK Žilina                   | Als speler bij MŠK Žilina                   | Als speler bij MŠK Žilina                   |
| ------------------------------------------- | ------------------------------------------- | ------------------------------------------- | ------------------------------------------- | ------------------------------------------- | ------------------------------------------- | ------------------------------------------- |
| 1                                           | 5 januari 2017                              | Kameroen – Congo-Kinshasa                   | 2 – 0                                       | Vriendschappelijk                           |                                             |                                             |
| 2                                           | 14 januari 2017                             | Burkina Faso – Kameroen                     | 1 – 1                                       | AK 2017                                     |                                             |                                             |
| 3                                           | 24 maart 2017                               | Tunesië – Kameroen                          | 0 – 1                                       | Vriendschappelijk                           |                                             |                                             |
| 4                                           | 28 maart 2017                               | Kameroen – Guinee                           | 1 – 2                                       | Vriendschappelijk                           |                                             |                                             |
| 5                                           | 10 juni 2017                                | Kameroen – Marokko                          | 1 – 0                                       | AK 2019 kwalificatie                        |                                             |                                             |
| 6                                           | 13 juni 2017                                | Kameroen – Colombia                         | 0 – 4                                       | Vriendschappelijk                           |                                             |                                             |
| 7                                           | 18 juni 2017                                | Kameroen – Chili                            | 0 – 2                                       | Confederations Cup 2017                     |                                             |                                             |
| 8                                           | 22 juni 2017                                | Kameroen – Australië                        | 1 – 1                                       | Confederations Cup 2017                     |                                             |                                             |
| 9                                           | 25 juni 2017                                | Duitsland – Kameroen                        | 3 – 1                                       | Confederations Cup 2017                     |                                             |                                             |

## Erelijst
| Competitie              |        |                  |        |        |
| Competitie              | Aantal | Jaren            |        |        |
| Žilina                  | Žilina | Žilina           | Žilina | Žilina |
| ----------------------- | ------ | ---------------- | ------ | ------ |
| Fortuna Liga            | 2      | 2011/12, 2016/17 |        |        |
| Slovenský Pohár         | 1      | 2011/12          |        |        |
| Maccabi Haifa           |        |                  |        |        |
| Ligat Ha'Al             | 1      | 2020/21          |        |        |
| Kameroen                |        |                  |        |        |
| Afrikaans kampioenschap | 1      | 2017             |        |        |